# Odontorhabdus
Odontorhabdus es un género de escarabajos longicornios de la tribu Acanthomerosternoplini.

## Especies
- Odontorhabdus dentipes Aurivillius, 1928
- Odontorhabdus flavicornis Aurivillius, 1928
- Odontorhabdus rechingeri Aurivillius, 1913
- Odontorhabdus teretiscapus Aurivillius, 1928